# نادي العين موسم 2019–20
نادي العين الإماراتي هو أول فريق إماراتي إلى الآن يكمل أجانبه الأربع، في موسم 2018-19 لأبطال آسيا خرج نادي العين من البطولة بنتيجة خسارة الفريق، وكان النادي يعاني من سوء الإدارة ومدرب ضعيف ولاعبين يعانون من مشاكل وإلا أن بعد انتهاء دوري الخليج العربي للمحترفين 2018–19 للدوري الإماراتي إلا أن نادي العين عاد وبقوة بلاعبين أجانب جدد ولاعبين مواطنين إماراتيين جدد وتشكيلة جديدة وقوية ومدرب جديد قادم من كرواتيا يدعه إيفان ليكو وقد حقق إنجازات مع فريقه السابق، وأيضاً إدارة جديدة للنادي.

## الإدارة
| مجلس إدارة النادي الحالية | مجلس إدارة النادي الحالية                                                                       |
| --- | ----------------------------------------------------------------------------------------------- |
| \| رئيس مجلس الإدارة \| الشيخ محمد بن زايد \| \| نائب الرئيس \| الشيخ هزاع بن زايد \| \| أعضاء مجلس الإدارة \| محمد ثعلوب سالم حمد الدرعي د. مطر راشد محمد الحايطه الدرمكي خميس عبيد الكعبي حمد نخيرات العامري \| \| الأمين عام \| \| \| مدير الفريق \| مطر عبيد الصهباني \| \| المدير الفني \| غازي فهد \| \| مساعد المدرب الوطني \| \| \| عضو الجهاز الطبي \| \| \| \| \| \| \| \| \| \| \| \| \| \| |                                                                                                 |
| رئيس مجلس الإدارة | الشيخ محمد بن زايد                                                                              |
| نائب الرئيس | الشيخ هزاع بن زايد                                                                              |
| أعضاء مجلس الإدارة | محمد ثعلوب سالم حمد الدرعي د. مطر راشد محمد الحايطه الدرمكي خميس عبيد الكعبي حمد نخيرات العامري |
| الأمين عام |                                                                                                 |
| مدير الفريق | مطر عبيد الصهباني                                                                               |
| المدير الفني | غازي فهد                                                                                        |
| مساعد المدرب الوطني | الإمارات العربية المتحدة                                                                        |
| عضو الجهاز الطبي | الإمارات العربية المتحدة                                                                        |
| |                                                                                                 |
| |                                                                                                 |
| |                                                                                                 |
| |                                                                                                 |

## تشكيلة الفريق

### طقم الفريق
- 1 - الطقم الأساسي من نايكي
- 2 - الطقم الاحتياطي من نايكي
- 3 - الطقم الثالث من نايكي

| الطقم الاساسي | الطقم الثاني | الطقم الثالث |  |

### طقم حارس المرمى
- يعلن لاحقاً.

| التقريبي | لاحقاً | لاحقاً |

## تشكيلة الفريق الحالية
| الرقم | الجنسية                  | المركز | اللاعب            |
| ----- | ------------------------ | ------ | ----------------- |
| 1     | الإمارات العربية المتحدة | حارس   | محمد أبو سندة     |
| 2     | الإمارات العربية المتحدة | مدافع  | علي الحيضاني      |
| 3     | الإمارات العربية المتحدة | مدافع  | سالم الجابري U21  |
| 4     | الإمارات العربية المتحدة | مدافع  | محمد علي شاكر     |
| 5     | الإمارات العربية المتحدة | مدافع  | إسماعيل أحمد      |
| 6     | مصر                      | وسط    | يحيى نادر         |
| 7     | البرازيل                 | مهاجم  | كايو كانيدو       |
| 8     | الجزائر                  | وسط    | عبد الرحمان مزيان |
| 9     | توغو                     | مهاجم  | كودجو لابا        |
| 11    | الإمارات العربية المتحدة | وسط    | بندر الأحبابي     |
| 12    | الإمارات العربية المتحدة | حارس   | حمد المنصوري      |
| 13    | الإمارات العربية المتحدة | وسط    | أحمد برمان        |
| 14    | الإمارات العربية المتحدة | وسط    | ريان يسلم         |
| 16    | الإمارات العربية المتحدة | وسط    | محمد عبد الرحمن   |
| 17    | الإمارات العربية المتحدة | حارس   | خالد عيسى         |
| 18    | الإمارات العربية المتحدة | وسط    | خالد البلوشي U21  |
| 19    | الإمارات العربية المتحدة | مدافع  | مهند سالم         |

| الرقم | الجنسية                  | المركز | اللاعب             |
| ----- | ------------------------ | ------ | ------------------ |
| 20    | صربيا                    | وسط    | أندريا رادوفانوفيش |
| 21    | الإمارات العربية المتحدة | وسط    | محمد هلال          |
| 22    | الإمارات العربية المتحدة | مدافع  | محمد فايز          |
| 23    | الإمارات العربية المتحدة | مدافع  | محمد أحمد          |
| 24    | الإمارات العربية المتحدة | وسط    | فلاح وليد U21      |
| 26    | فرنسا                    | وسط    | عمر ياسين U21      |
| 27    | الإمارات العربية المتحدة | وسط    | محسن عبد الله      |
| 28    | فرنسا                    | وسط    | إدريس مزاوياني U21 |
| 30    | الإمارات العربية المتحدة | وسط    | محمد خلفان         |
| 33    | اليابان                  | مدافع  | تسوكاسا شيوتاني    |
| 35    | مصر                      | مدافع  | أحمد جمال U21      |
| 44    | الإمارات العربية المتحدة | مدافع  | سعيد جمعة          |
| 50    | الإمارات العربية المتحدة | وسط    | محمد جمال          |
| 70    | سوريا                    | وسط    | حازم محناية U21    |
| 77    | الإمارات العربية المتحدة | مهاجم  | علي عيد U21        |
| 97    | الإمارات العربية المتحدة | وسط    | سليمان ناصر        |
| 99    | الإمارات العربية المتحدة | مهاجم  | جمال إبراهيم       |

| المحترف الأول     | المحترف الثاني  | المحترف الثالث | المحترف الرابع    |
| ----------------- | --------------- | -------------- | ----------------- |
| كايو كانيدو كوريا | تسوكاسا شيوتاني | كودجو لابا     | عبد الرحمان مزيان |

### لاعبون آخرون
| الرقم | الجنسية                  | المركز | اللاعب         |
| ----- | ------------------------ | ------ | -------------- |
| 3     | الإمارات العربية المتحدة | مدافع  | فراس الخصيبي   |
| 24    | الإمارات العربية المتحدة | مدافع  | عبد الله غمران |

| الرقم | الجنسية                  | المركز | اللاعب      |
| ----- | ------------------------ | ------ | ----------- |
| --    | الإمارات العربية المتحدة | وسط    | صقر محمد    |
| --    | سوريا                    | مهاجم  | حمزة محناية |

## إنتقالات الموسم

### انتقال إلى العين
| تاريخ الإنتقال | المركز | الرقم. | اللاعب            | انتقال من نادي        | تكلفة                 | ملاحظات    | المصدر |
| -------------- | ------ | ------ | ----------------- | --------------------- | --------------------- | ---------- | ------ |
| 5 يونيو 2019   | مهاجم  | 7      | كايو كانيدو كوريا | نادي الوصل            | 20 مليون درهم إماراتي | تعاقد      |        |
| 12 يونيو 2019  | وسط    | 50     | محمد جمال         | نادي الجزيرة          | مجاناً                 | انتقال     |        |
| 12 يونيو 2019  | وسط    | —      | محمد هلال         | نادي عجمان            | مجاناً                 | انتقال     |        |
| 13 يونيو 2019  | وسط    | 4      | عبد الرحمان مزيان | أمل الأربعاء          | مجاناً                 | انتقال حر  |        |
| 13 يونيو 2019  | مهاجم  | 9      | كودجو لابا        | نادي النهضة البركانية | مجاناً                 | انتقال حر  |        |
| 29 يونيو 2019  | مدافع  | 4      | محمد شاكر         | نادي عجمان            | مجاناً                 | انتقال     |        |
| 22 أغسطس 2019  |        | 4      | اندريا            |                       | مجاناً                 | تسجيل مقيم |        |

### انتقال من العين
| تاريخ الأنتقال | المركز | الرقم. | اللاعب              | انتقال إلى نادي  | تكلفة | ملاحظات      | المصدر |
| -------------- | ------ | ------ | ------------------- | ---------------- | ----- | ------------ | ------ |
| 13 يوليو 2019  | مهاجم  | 9      | ماركوس بيرغ         | نادي كراسنودار   |       | نهاية عقد.   |        |
| ?? يونيو 2019  | وسط    | 7      | كايو لوكاس فرنانديز | نادي بنفيكا      |       | انتهاء العقد |        |
| ?? يونيو 2019  | مدافع  | -      | سعيد مصبح           | نادي اتحاد كلباء |       | إعارة        |        |
| ?? يونيو 2019  | مهاجم  | 4      | علي عيد             | نادي دينامو زغرب |       | إعارة        |        |

## دوري الخليج العربي

### ملخص نتائج الموسم
| شامل | شامل | شامل | شامل | شامل | شامل | شامل | شامل | على أرضه | على أرضه | على أرضه | على أرضه | على أرضه | على أرضه | خارج أرضه | خارج أرضه | خارج أرضه | خارج أرضه | خارج أرضه | خارج أرضه |
| لعب  | ف    | ت    | خ    | أ.ل  | أ.ع  | ف.أ  | ن    | ف        | ت        | خ        | أ.ل      | أ.ع      | ف.أ      | ف         | ت         | خ         | أ.ل       | أ.ع       | ف.أ       |
| ---- | ---- | ---- | ---- | ---- | ---- | ---- | ---- | -------- | -------- | -------- | -------- | -------- | -------- | --------- | --------- | --------- | --------- | --------- | --------- |
| 13   | 7    | 3    | 3    | 6    | 3    | +3   | 24   | 2        | 2        | 2        | 3        | 2        | +1       | 5         | 1         | 1         | 3         | 1         | +2        |

آخر تحديث: 24 يناير 2020.

مصدر: يحدد لاحقا

سيحدد لاحقاً
  فوز
  تعادل
  خسارة
  مؤجلة
| 01 20 سبتمبر 2019   | العين                                       | 3 - 2 | اتحاد كلباء          | العين                                                         |
| 18:55 (ت ع م+04:00) | كودجو لابا 8' · معروف 54' · سعيد جمعة 90+6' |       | بينيل ملابا 19'، 83' | الملعب: استاد هزاع بن زايد الحضور: 5285 الحكم: أحمد عيسى محمد |

| 02 26 سبتمبر 2019   | العين                                       | 3 - 1 | الوصل      | دبي                                                  |
| 09:15 (ت ع م+04:00) | شيوتاني 18' · الأحبابي 61' · كودجو لابا 69' |       | ويلتون 15' | الملعب: استاد زعبيل الحضور: 7632 الحكم: حمد علي يوسف |

| 03 3 أكتوبر 2019    | العين                   | 2 - 3 | الشارقة                              | الشارقة |
| 21:15 (ت ع م+04:00) | الأحبابي 41' · لابا 52' |       | كورونادو 11'، 83' · سالم سلطان 90+1' | الملعب: استاد الشارقة الحضور: 9858 الحكم: عمار الجنيبي الحكام المساعدين: محمد أحمد يوسف Assistant referees: علي راشد النعيمي |

| 04 19 أكتوبر 2019 | العين               | 2 - 1     | حتا         | مدينة العين                |
| (ت ع م+04:00)     | كايو 42' · لابا 82' | [ Report] | فالينتي 66' | الملعب: استاد هزاع بن زايد |

| 05 25 أكتوبر 2019   | العين                                                       | 7 - 1 | الفجيرة     | الفجيرة                                                                                                   |
| 18:15 (ت ع م+04:00) | لابا 42'، 57'، 68'، 87' · العنزي 53' · كايو 66' · معروف 80' |       | جوناثان 39' | الملعب: استاد الفجيرة الحكم: يحيى الملا الحكام المساعدين: زايد داوود Assistant referees: محمد غليطة الشحي |

| 06 01 نوفمبر 2019                              | العين | 0 - 0 | الجزيرة | العين                                                            |
| 08:45 (ت ع م+04:00)                            |       |       |         | الملعب: استاد هزاع بن زايد الحضور: 14,423 الحكم: أحمد سالم خلفان |
| ملاحظة: تم طرد مدرب العين وإصابة بندر الأحبابي |       |       |         |                                                                  |

| 07 7 نوفمبر 2019    | العين | 0 - 0 | بني ياس | بني ياس |
| 06:00 (ت ع م+04:00) |       |       |         | الملعب: ملعب بني ياس الحضور: 3,667 الحكم: محمد عبدالله حسن الحكام المساعدين: محمد أحمد يوسف Assistant referees: حسن أحمد الحمادي الحكم الرابع: أحمد حسن الحمادي |

| 08 11 ديسمبر 2019  | العين                  | 2 - 2 | النصر           | العين، الإمارات                                  |
| 8:30 (ت ع م+04:00) | كودجو 42' · كايو 45+3' |       | توزي 54'، 60+9' | الملعب: استاد هزاع بن زايد الحكم: أحمد عيسى محمد |

| 09 15 ديسمبر 2019  | العين                                             | 4 - 1 | عجمان                        | عجمان، الإمارات                          |
| 6:30 (ت ع م+04:00) | مزيان 26' · العنزي 35' · كايو 1+45' · معروف 90+5' |       | إسماعيل أحمد 3' هدف في مرماه | الملعب: ملعب عجمان الحكم: محمد عبيد خادم |

| 10 19 ديسمبر 2019  | العين                 | 2 - 1 | الظفرة                 | العين، الإمارات                              |
| 6:00 (ت ع م+04:00) | كايو كانيدو كوريا 51' |       | جارديل 27' · بيدرو 60' | الملعب: استاد هزاع بن زايد الحكم: يحيى الملا |

| 28 ديسمبر 2019 11   | العين                                  | 2–0 | الوحدة | أبوظبي                                     |
| 08:30 (ت ع م+04:00) | الرفاعي 42' هدف في مرماه · كودجو 90+4' |     |        | الملعب: استاد آل نهيان الحكم: حمد علي يوسف |

| 2 يناير 2020 12     | العين       | 1–2 | شباب الأهلي         | العين                                            |
| 08:45 (ت ع م+04:00) | شيوتاني 50' |     | خليل 60' · حارب 80' | الملعب: استاد هزاع بن زايد الحكم: أحمد عيسى محمد |

| 23 يناير 2020 13    | العين              | 3–0 | خورفكان | الشارقة                                         |
| 06:30 (ت ع م+04:00) | كودجو 4'، 19'، 51' |     |         | الملعب: ستاد خالد بن محمد الحكم: محمد عبيد خادم |

## كأس الخليج العربي
فوز
  تعادل
  خسارة
  مؤجلة
| الأسبوع الأول 23 أغسطس 2019 | العين               | 2 - 2 | شباب الأهلي                | العين                                                         |
| 19:15 (ت ع م+04:00)         | * 6' 80' كودجو لابا |       | * 64' لوفانور - 90+5' خليل | الملعب: استاد هزاع بن زايد الحضور: 6826 الحكم: محمد عبيد خادم |

| الجولة الثانية 6 سبتمبر 2019 | الجزيرة | 0 - 3     | العين                                    | أبوظبي                                            |
| 21:15 (ت ع م+04:00)          |         | [ Report] | * كايو 39' - كايو 48' - جمال معروف 4+90' | الملعب: استاد محمد بن زايد الحكم: عمر محمد آل علي |

| الجولة الثالثة 11 أكتوبر 2019 | العين                          | 1-3       | النصر                | العين                      |
| 20:45 (ت ع م+04:00)           | جمال معروف 13'، 53' · كايو 45' | [ Report] | غابرييل دا سيلفا 86' | الملعب: استاد هزاع بن زايد |

| الجولة الرابعة 16 نوفمبر 2019 | العين    | 2 - 0 | الظفرة                        | الظفرة، أبوظبي              |
| (ت ع م+04:00)                 | كايو 32' |       | مسعود سليمان 86' هدف في مرماه | الملعب: استاد حمدان بن زايد |

| الجولة الخامسة 23 نوفمبر 2019 | العين          | 1 - 1 | كلباء           | العين، الإمارات            |
| (ت ع م+04:00)                 | جمال معروف 39' |       | ماجد راشد 45+4' | الملعب: استاد هزاع بن زايد |

| الجولة السادسة 28 نوفمبر 2019 | العين                   | 2 - 4 | خورفكان                                   | الشارقة، الإمارات          |
| (ت ع م+04:00)                 | عمر ياسين 15' · عجب 36' |       | فيريرا 41'، 88' · دودو 48' · مال الله 55' | الملعب: استاد خالد بن محمد |

| الربع النهائي 06 ديسمبر 2019 | العين                    | 2 - 1 | الشارقة    | العين، الإمارات                                |
| 6:00 (ت ع م+04:00)           | كودجو لابا 28' · عجب 87' |       | كورنادو 8' | الملعب: استاد هزاع بن زايد الحكم: حمد علي يوسف |

| 10 يناير 2020 النصف النهائي | العين                  | 1–1 | النصر    | العين                                         |
| 08:45 (ت ع م+04:00)         | محمود 26' هدف في مرماه |     | 82' توزي | الملعب: استاد هزاع بن زايد الحكم: عادل النقبي |

## دوري أبطال آسيا
- إذا فاز نادي العين في تصفيات دوري أبطال آسيا سيتأهل إلى دور المجموعات.

| 28 يناير 2020 ملحق 3 | العين | v | بونيودكور | العين                      |
| 06:40 (ت ع م+04:00)  |       |   |           | الملعب: استاد هزاع بن زايد |

## كأس رئيس الدولة
| الدور 16 23 ديسمبر 2019 | العين                | 2 - 0 | دبا الحصن | دبي، الإمارات                              |
| 4:50 (ت ع م+04:00)      | معروف 42' · كايو 45' |       |           | الملعب: استاد آل مكتوم الحكم: عبدالله ناجي |

## الإحصائيات

### الهدافين
آخر تحديث 2 يناير 2020.
- يشمل جميع المسابقات سواء الدوري أو الكأس أو أبطال أسيا

| مركز | اللاعب           | المركز    | الأهداف |
| ---- | ---------------- | --------- | ------- |
| 1    | كودجو لابا       | مهاجم     | 13      |
| 2    | كايو كانيدو      | مهاجم     | 10      |
| 3    | جمال معروف       | مهاجم     | 7       |
| 4    | محمد عبدالرحمن   | مهاجم     | 2       |
| 5    | مهند سالم        | مدافع     | 2       |
| 6    | بندر الأحبابي    | وسط/مدافع | 2       |
| 9    | تسوكاسا شيوتاني  | مدافع     | 2       |
| 7    | عبد الرحمن مزيان | مهاجم     | 1       |
| 8    | عمر ياسين        | وسط       | 1       |
| 10   | سعيد جمعة        | مدافع     | 1       |

### صانعوا الأهداف
| الترتيب | اللاعب        | المركز    | صناعة |
| ------- | ------------- | --------- | ----- |
| 1       | بندر الأحبابي | وسط/مدافع | 6     |

### هاتريك
| اللاعب     | مع    | ضد      | النتيجة | المسجل | البطولة |
| ---------- | ----- | ------- | ------- | ------ | ------- |
| كودجو لابا | العين | الفجيرة | 7-1     | 4      | الدوري  |